# Ironija usode
Ironija usode, ali Prijetno kopel! (rusko Ирония судьбы, или С лёгким паром!) je dvodelni sovjetski televizijski film v režiji Eldarja Rjazanova, posnet leta 1975. Film je mešanica komedije in ljubezenske zgodbe ter v nekdanjih republikah Sovjetske zveze velja za novoletno klasiko.

## Zgodba
Osnova za zaplet filma je enoličnost stanovanjske arhitekture v času Brežnjeva. Film se začne s humornim animiranim prologom, ki prikazuje, kako ob prevladi politike nad arhitekti pusti stanovanjski bloki zapolnijo planet do zadnjega kotička. Nova stanovanjska naselja v mestih po Sovjetski zvezi so si popolnoma enaka, od imen ulic do pohištva in včasih vključno s ključi posameznih stanovanj.
Ženja, 36-letni kirurg in trdovraten samec iz Moskve, se pripravlja na preživetje novoletne noči z zaročenko Galjo, ki jo namerava naposled zaprositi za roko. Na prednovoletni večer se Ženja in njegovi prijatelji po svoji dolgoletni tradiciji odpravijo v savno (»banjo«). Potem ko se odločijo proslaviti Ženjevo prihajajočo poroko, se vsi močno napijejo. Iz savne pospremijo enega od njih, Pavlika, na letališče, kjer se tako Ženja kot Pavlik pijana onesvestita. Preostala prijatelja se ne moreta spomniti, kateri od njunih tovarišev je namenjen na pot, in na letalo za Leningrad namesto Pavlika pomotoma vkrcata Ženjo. Ta vso pot prespi in se zave šele na leningrajskem letališču. Misleč, da je še vedno v Moskvi, vzame taksi in vozniku pove svoj domači naslov. Taksist ga pripelje v leningrajsko ulico z enakim imenom in enakimi stavbami, pijani Ženja se opoteče v blok, uspe odkleniti stanovanje s svojim ključem in zaspi.
Nedolgo zatem se domov vrne prava stanovalka, Nadja, ki namerava novo leto dočakati s svojim zaročencem, pedantnim in ljubosumnim Ipolitom.

## Vloge
- Andrej Mjagkov kot Ženja Lukašin (petje: Sergej Nikitin)
- Barbara Brylska kot Nadja Ševeljova (glas: Valentina Talizina, petje: Ala Pugačova)
- Jurij Jakovljev kot Ipolit
- Ljubov Dobržanska kot Ženjeva mati
- Olga Naumenko kot Galja
- Lija Ahedžakova kot Tanja
- Valentina Talizina kot Valja
- Aleksander Širvindt kot Pavlik
- Georgij Burkov kot Miša
- Aleksander Beljavski kot Saša
- Ljubov Sokolova kot Nadjina mati
- Gotlib Roninson kot potnik iz Krasnojarska
- Eldar Rjazanov kot sopotnik v letalu

## Nastanek
Scenarij za film sta Emil Braginski in Eldar Rjazanov napisala po svoji gledališki igri Uživaj v kopeli, ali Nekoč na novoletno noč iz leta 1969. Za vlogo Nadje je režiser izbral poljsko igralko Barbaro Brylsko, ki je rusko govorila z močnim naglasom, zato jo je ozvočila Valentina Talizina, ki ima v filmu tudi eno od stranskih vlog. Snemanje je z izjemo nekaj kadrov potekalo v Moskvi; pred blokoma na moskovskem Prospektu Vernadskega 113 in 125, kjer je bil film posnet, so kasneje tudi postavili spominski plošči.

## Sprejem
Ironijo usode je v dveh epizodah premierno predvajal Prvi program sovjetske Centralne televizije 1. januarja 1976 ob 18:00. Film je doživel velikanski uspeh: novinar Fjodor Razakov se je spominjal, da ga je gledala »praktično vsa država«, število gledalcev pa je bilo ocenjeno na okoli 100 milijonov. Zaradi velikega navdušenja so gledalci prvo ponovitev dočakali 7. februarja. Do leta 1978 se je po več ponovitvah ocena skupnega števila gledalcev povzpela na 250 milijonov. 16. avgusta 1976 je v kinematografe prišla skrajšana 155-minutna različica, za katero je bilo prodanih okoli 7 milijonov vstopnic. Bralci revije Sovjetski ekran so Ironijo usode izglasovali za najboljši film leta 1976 in Andreja Mjagkova za najboljšega igralca leta. Leta 1977 so Rjazanov, Braginski, Nahabcev, Tariverdiev, Mjagkov in Brylska prejeli državno nagrado ZSSR za prispevek pri nastanku filma.

## Zapuščina
Film velja za eno od klasik sovjetske popularne kulture in se v večini držav nekdanje Sovjetske zveze tradicionalno predvaja po televiziji na vsako silvestrovo. Status filma kot nepogrešljiv del novoletnih praznikov primerjajo s filmom Čudovito življenje v ZDA in v Nemčiji s filmom Večerja za enega. V Ukrajini se je tradicija prekinila leta 2015, potem ko je igralka Valentina Talizina dobila prepoved vstopa v državo kot »grožnja nacionalni varnosti« in se je vnela polemika o prepovedi filmov z izobčenimi ruskimi igralci. Čeprav do prepovedi ni prišlo, se je ukrajinski imetnik pravic STB odločil, da Ironije usode ne bo predvajal.
Decembra 2007 je izšlo nadaljevanje filma, Ironija usode. Nadaljevanje (Ирония судьбы. Продолжение) v režiji Timurja Bekmambetova. Nadaljevanje spremlja Ženjevega sina in Nadjino hčer, ki se znajdeta v enaki situaciji kot njuna starša. Ob proračunu 5 milijonov dolarjev je zaslužil preko 55 milijonov dolarjev.